# Библиографоведение
Библиографоведение — научная дисциплина, изучающая закономерности библиографической деятельности.
Основы научной теории библиографии заложили французский книгоиздатель Жан-Франсуа Нэ де ля Рошель и бельгийский библиограф Поль Отле. Термин «библиографоведение» как название науки был предложен в СССР взамен термину «библиография», употреблявшемся по отношению как к науке о библиографической деятельности, так и к самой данной деятельности до 1984 года.

## Разделы
Библиографоведение включает следующие разделы: теория, история, организационная структура, методика, методология и технология библиографии.

## История
Библиографовед Татьяна Лиховид полагает, что первым теоретиком библиографии следует считать французского книгоиздателя Жана-Франсуа Нэ де ля Рошеля, автора работы «Рассуждения», ставшей в 1782 году вступительной статьёй к 10-му тому «Поучительной библиографии» Гийома-Франсуа Дебюра. Нэ де ля Рошель ввёл термин «библиографическая наука».
Серьёзный вклад в научную теорию библиографии был внесён бельгийским библиографом Полем Отле (1868—1944), основателем области документации как отрасли информационных наук, который писал о «науке о библиографии».
В 1988 году библиограф Джордж Томас Тэнселл в статье для журнала Studies in Bibliography охарактеризовал историю библиографической науки как малоисследованную.
Долгое время в российской научной традиции термин «библиография» использовался в том числе и как название науки. Термин «библиографоведение» был предложен в СССР Иосифом Марковым в 1948 году. 
По инициативе О. П. Коршунова с начала 1980-х годов были изданы первые учебные пособия и началось обучение библиографоведению как научной дисциплине на библиотечных факультетах институтов культуры. В 1984 году в Номенклатуру научных специальностей СССР была введена специальность «Библиотековедение и библиографоведение» (до этого — «Библиография и библиотековедение»; с включением в 2000 году в Номенклатуру научных специальностей РФ книговедения она стала именоваться «Библиотековедение, библиографоведение и книговедение»).
Согласно Е. Мацевичуте и О. Янонис, теория библиографии является дисциплиной, развивающейся преимущественно в странах Восточной Европы, тогда как в странах Запада лишь немногие рассматривают её как серьёзную научную дисциплину. Татьяна Лиховид, однако, отмечает, что несмотря на отсутствие за рубежом единого общепризнанного термина для науки, изучающей библиографию, нельзя говорить о том, что такой дисциплины не имеется. Применительно к в первую очередь западным странам Лиховид делит историю развития теории библиографии на два этапа — эмпирический период и аналитический период.